# Beallsville (Ohio)

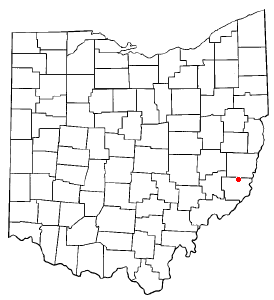
Beallsville na planie stanu Ohio

Beallsville – wieś w USA, w stanie Ohio, w hrabstwie Monroe.
Liczba mieszkańców w 2000 roku wynosiła 423.